# Giełda transportowa
Giełda transportowa – platforma wymiany informacji pomiędzy przewoźnikami a przedsiębiorstwami spedycyjnymi oraz klientami indywidualnymi, mająca na celu ułatwienie komunikacji i przyspieszenie zawierania transakcji w branży transportowej.
Giełdy transportowe jako narzędzie wykorzystują sieć Internet (serwis aukcji transportowych), gdzie w czasie rzeczywistym można wyszukać czy zamieścić ładunek lub pojazd, skontaktować się z kontrahentem i zawrzeć umowy na usługę. Cała operacja może przypominać licytacje przetargowe. Przewoźnicy proponują ceny, a zleceniodawca wybiera najlepszą dla siebie ofertę.
Część giełd wymaga zainstalowania specjalnego oprogramowania i opłacenia stosownego abonamentu. Inne udostępnione są za darmo poprzez przeglądarkę www lub przez aplikację mobilną. W takiej sytuacji giełda może pobierać prowizję zależną od wartości zlecenia pozyskanego dzięki serwisowi.
Wykorzystanie giełdy transportowej pozwala przedsiębiorstwom przewozowym na redukcję pustych przewozów, czyli przejazdów realizowanych bez żadnego ładunku. Giełda transportowa ułatwia także optymalne wykorzystanie przestrzeni ładunkowej oraz pozyskiwanie dodatkowych zleceń transportowych, a co za tym idzie zmniejszenie kosztów świadczenia usług oraz dodatkowy zarobek. Giełda pomaga też w znalezieniu w czasie rzeczywistym doładunków na trasie, którą porusza się kierowca pojazdu dostawczego czy ciężarowego.
Przykładowe giełdy transportowe działające na rynku polskim to: Timocom, Trans.eu, Clicktrans, Teleroute, Cargo.pl, Wtransnet, LKW Walter, 123cargo.